# ケーブルネットワーク淡路

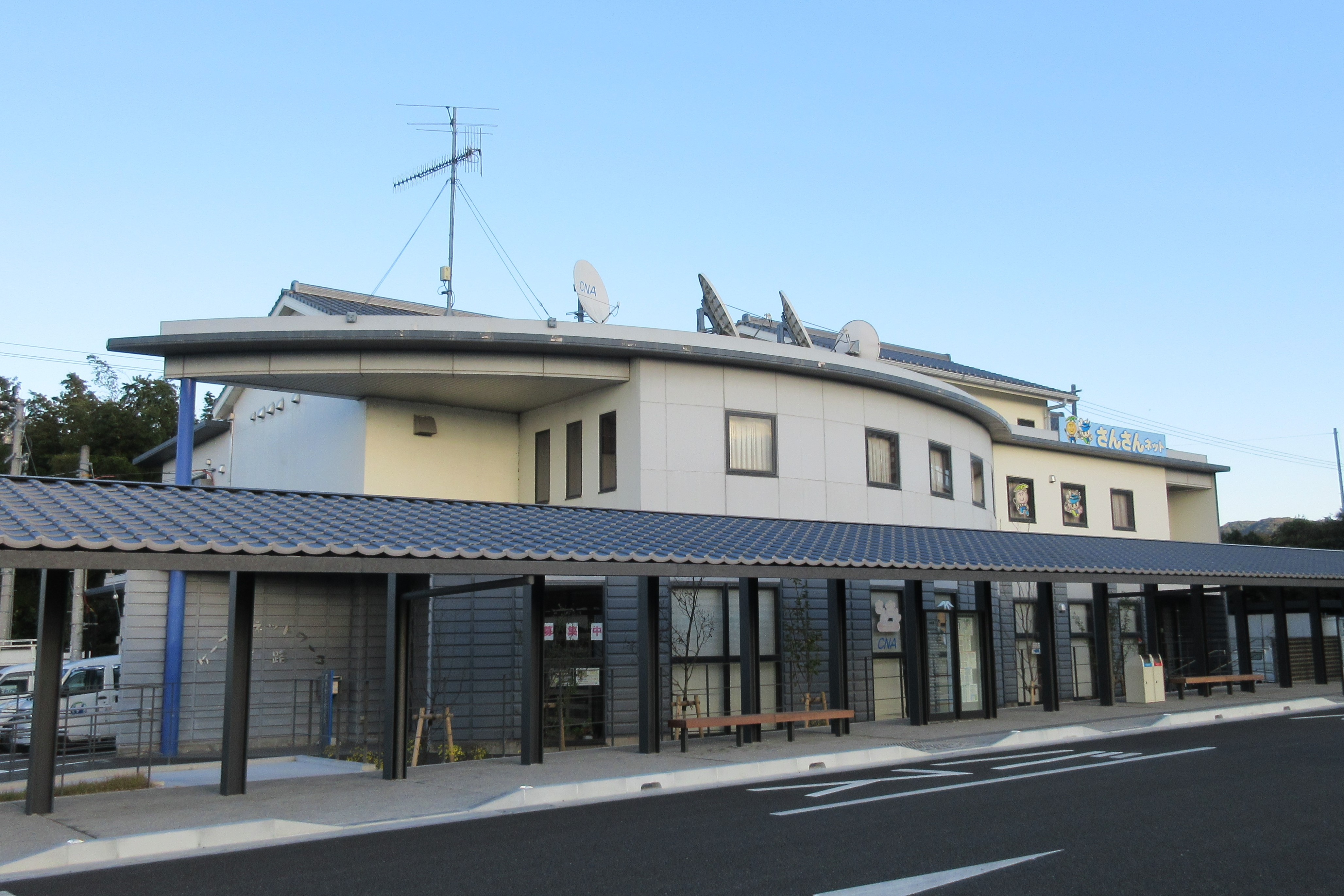
ケーブルネットワーク淡路

ケーブルネットワーク淡路（ケーブルネットワークあわじ、通称：さんさんネット）は、兵庫県南あわじ市にある市営のケーブルテレビ局である。2017年4月より一部世帯からオプテージ（eo光テレビ）への移行を進め、2020年3月31日の全世帯移行をもって自主放送制作のみの運営となった。

## 所在地
- 兵庫県南あわじ市市善光寺2-1

## サービスエリア
- 兵庫県南あわじ市

## 主な放送チャンネル

### 地上波テレビ

#### 地上波系列別再送信局
| NHK-G   | NHK-E   | NNN/NNS    | ANN            | JNN      | TXN        | FNN/FNS    | JAITS      |
| ------- | ------- | ---------- | -------------- | -------- | ---------- | ---------- | ---------- |
| NHK神戸 | NHK大阪 | 読売テレビ | 朝日放送テレビ | 毎日放送 | テレビ大阪 | 関西テレビ | サンテレビ |

四国放送の再送信は2011年7月24日に終了した。
| ch（eo） | ch（eo） | 放送局                                            |
| 移行前   | 移行後   | 放送局                                            |
| -------- | -------- | ------------------------------------------------- |
| TV011    | TV011    | NHK神戸総合                                       |
| TV021    | TV021    | NHK大阪教育                                       |
| TV031    | TV031    | サンテレビ                                        |
| TV041    | TV041    | 毎日放送                                          |
| TV061    | TV061    | 朝日放送テレビ                                    |
| TV071    | TV071    | テレビ大阪                                        |
| TV081    | TV081    | 関西テレビ                                        |
| TV101    | TV101    | 読売テレビ                                        |
|          | TV111    | K-CAT eo光チャンネル （コミュニティチャンネル）   |
|          | TV112    | K-CAT eo光チャンネル （サブチャンネル）           |
| TV111    | TV121    | 自主放送 （さんさんネットコミュニティチャンネル） |
| TV112    | TV122    | 自主放送（文字情報）                              |
| TV113    | TV123    | 自主放送（気象）                                  |

### 衛星波
eo移行前のchを掲載する。eo移行後は他のeo提供エリアと同一の為、eo光テレビ#BS・CSデジタル放送を参照。
| ch          | 放送局                               |
| ----------- | ------------------------------------ |
| 101         | BS                                   |
| 103         | NHK BSプレミアム                     |
| 141         | BS日テレ                             |
| 151         | BS朝日                               |
| 161         | BS-TBS                               |
| 171         | BSテレ東                             |
| 181         | BSフジ                               |
| 191         | WOWOW                                |
| 200 761 762 | スター・チャンネル                   |
| 211         | BS11                                 |
| 222         | TwellV                               |
| 709         | 放送大学テレビ                       |
| 710         | ショップチャンネル                   |
| 722         | 旅チャンネル                         |
| 722         | スカイ・A sports+                    |
| 723         | GAORA                                |
| 724         | 日テレG+                             |
| 730         | ゴルフネットワーク                   |
| 730 731 710 | J SPORTS                             |
| 731         | 釣りビジョン                         |
| 751         | ファミリー劇場                       |
| 754         | FOX                                  |
| 755         | スーパー!ドラマTV                    |
| 756         | ムービープラス                       |
| 763         | 衛星劇場                             |
| 773         | MUSIC ON! TV                         |
| 774         | 歌謡ポップスチャンネル               |
| 781         | キッズステーション                   |
| 782         | アニマックス                         |
| 790         | 日経CNBC                             |
| 791         | BBCワールドニュース                  |
| 793         | 日テレNEWS24                         |
| 795         | 朝日ニュースター                     |
| 796         | ディスカバリーチャンネル             |
| 798         | ヒストリーチャンネル                 |
| 799         | ナショナルジオグラフィックチャンネル |
| 810 811     | グリーンチャンネル                   |

## 隣接しているケーブルテレビ局
- 淡路島テレビジョン（洲本市）
- テレビ鳴門（鳴門市）

なお高知県のテレビ局、高知さんさんテレビとは関係はない。

### 例規
- 南あわじ市ケーブルネットワーク淡路施設条例
- 南あわじ市ケーブルネットワーク淡路施設条例施行規則
- 南あわじ市ケーブルネットワーク淡路施設有料チャンネルに関する規則
- 南あわじ市ケーブルネットワーク淡路施設インターネットサービスに関する規則
- 南あわじ市ケーブルネットワーク淡路施設引込工事費用、分担金及び使用料の減免に関する規則
- 南あわじ市ケーブルネットワーク淡路施設引込工事費、分担金及び基本使用料の減免に関する規則の特例に関する規則
- 南あわじ市ケーブルネットワーク淡路光ファイバ及び自営柱の使用に関する規則
- 南あわじ市ケーブルネットワーク淡路施設運営協議会規則
- 南あわじ市ケーブルネットワーク淡路施設放送番組審議会規則